# اوختندونگ
اوشتندونگ (به آلمانی: Ochtendung) یک شهر در آلمان است که در ماین-کبلنتس واقع شده‌است. اوشتندونگ ۵٬۱۹۸ نفر جمعیت دارد.

## خواهرخوانده
شهر کایاتزو خواهرخواندهٔ اوشتندونگ هست.